# Stephanie Kwolek
Stephanie Louise Kwolek, född 31 juli 1923 i New Kensington i Pennsylvania, död 18 juni 2014 i Wilmington i Delaware, var en polsk-amerikansk kemist som uppfann kevlar. Upptäckten skedde 1966 medan hon jobbade på DuPont, där hon var anställd 1946-1986. 1986 tilldelades hon National Medal of Technology.

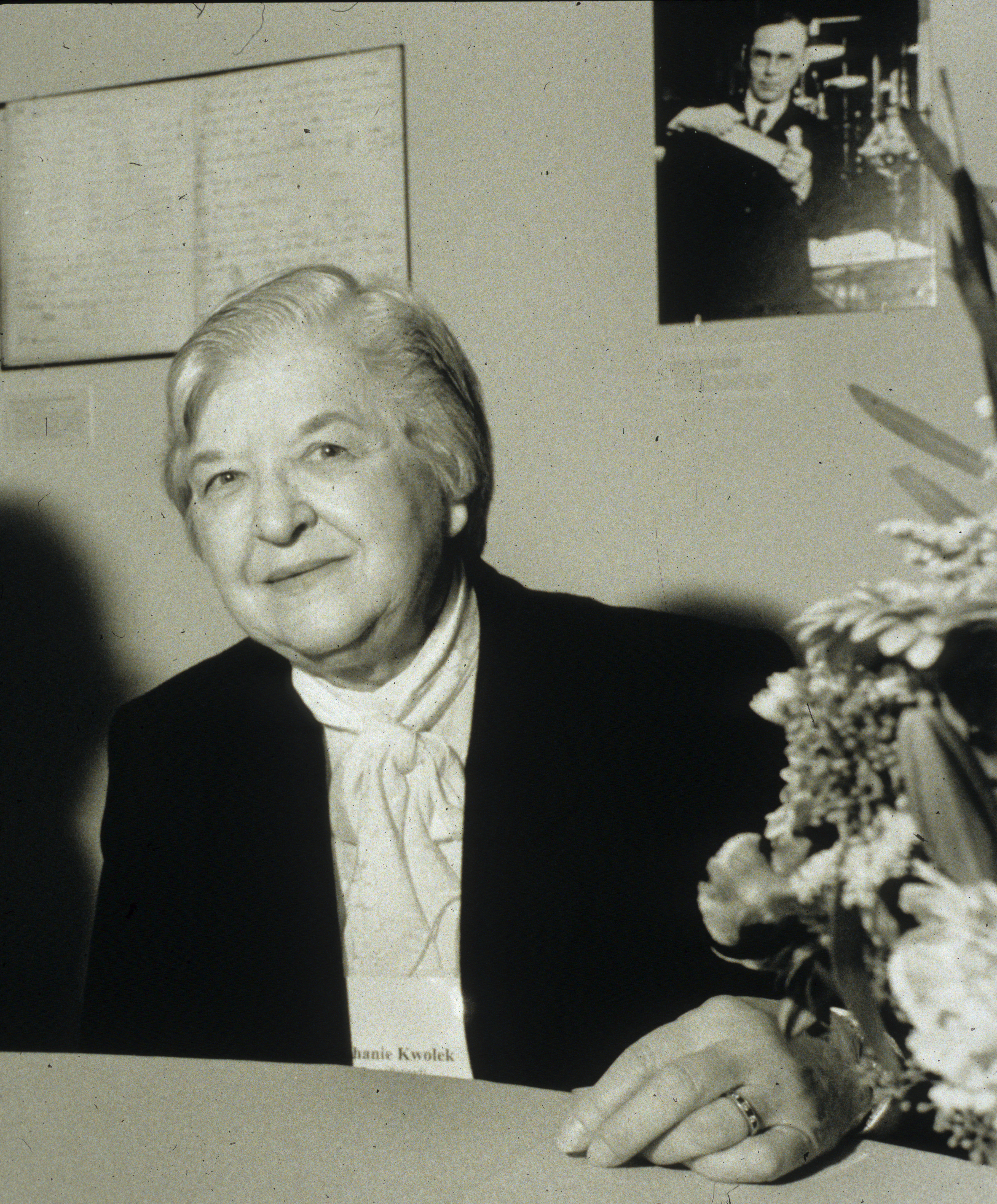
Stephanie Kwolek.

## Priser och utmärkelser
Stephanie Kwolek vann under sitt yrkesverksamma liv flera utmärkelser och priser för sitt arbete inom kemi. För upptäckten av kevlar fick hon 1995 Lavoisiermedaljen av Dupont (företag) som hittills enda kvinna.   Hennes upptäckt genererade miljarder dollar till hennes dåvarande arbetsgivare Dupont, men hon själv tjänade aldrig på det finansiellt.